# Slag om Stalingrad in de populaire cultuur

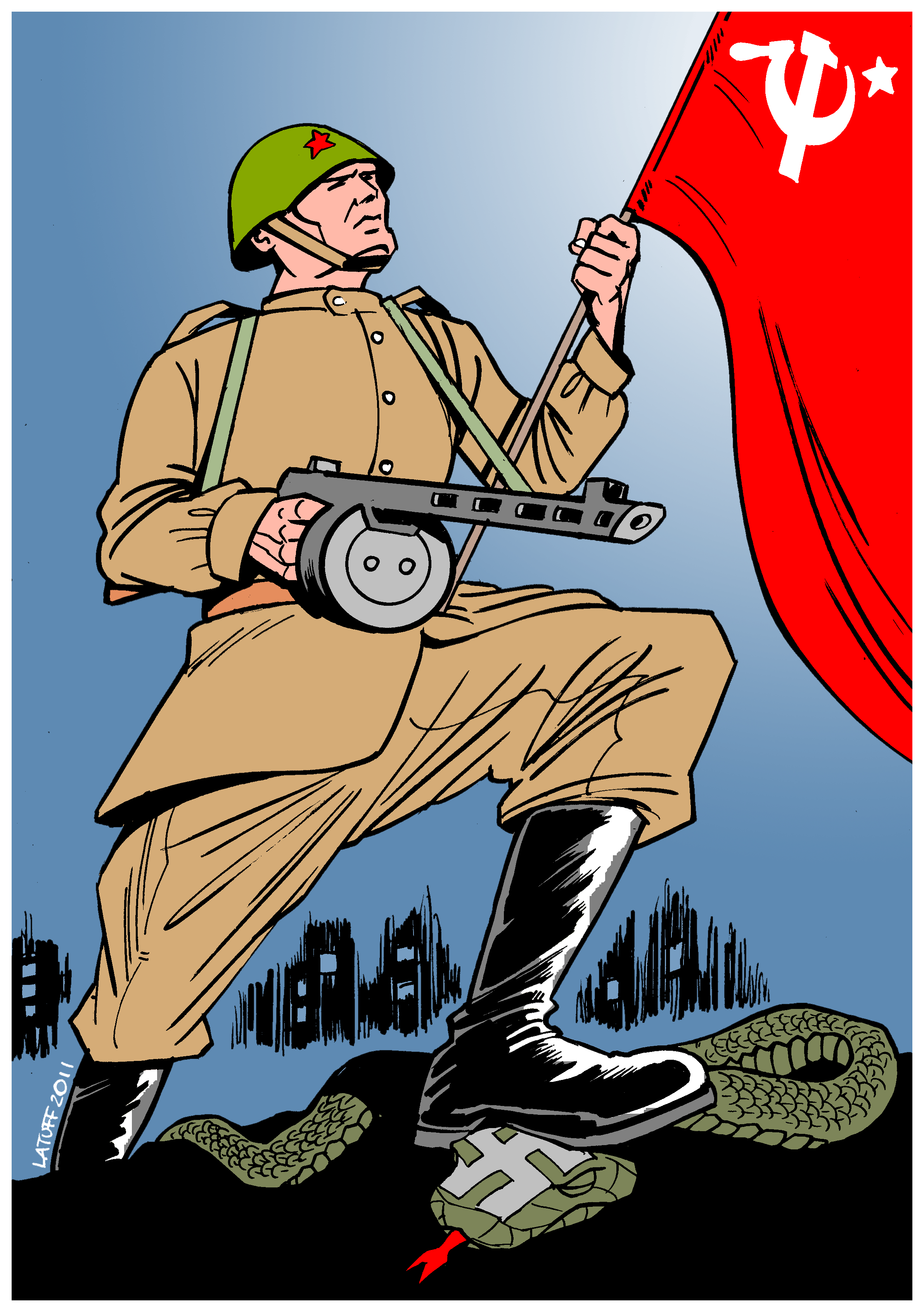
Een cartoon van de Braziliaan Carlos Latuff voor het tijdschrift Idéias em Revista uit 2011 ter herinnering aan de Slag om Stalingrad

De Slag om Stalingrad, een doorslaggevend gevecht in de Tweede Wereldoorlog en een van de bloedigste in de geschiedenis van de mensheid, is een populair onderwerp in bijvoorbeeld films en computergames. Dit artikel geeft een overzicht van films en andere cultuuruitingen die over de slag gaan.

## Documentaires
- The World at War, aflevering 9, 'Stalingrad' (juni 1942 tot februari 1943)

## Films
- Hunde, wollt ihr ewig leben? (Honden willen jullie eeuwig leven?), een West-Duitse film uit 1958 van Frank Wisbar.
- Velikaya bitva na Volge (De grote slag aan de Wolga), een documentairefilm gebaseerd op films die zijn gemaakt tijdens de slag. Uitgebracht in 1962.
- Stalingrad, een Sovjet-Oost-Duits-Tsjecho-Slowaaks-Amerikaanse film uit 1990.
- Stalingrad, een Duits-Zweeds film uit 1993 van Joseph Vilsmaier.
- Enemy at the Gates, een in 2001 uitgebrachte oorlogsfilm van Jean-Jacques Annaud, waarin sluipschutter Vasili Zajtsev de hoofdrol speelt.
- Stalingrad, een Duits-Russisch-Nederlands-Finse documentaire uit 2003.
- Stalingrad, een Russische film uit 2013.

## Muziek
- De achtste symfonie van Sjostakovitsj uit 1943 kreeg van het Sovjetbewind de ondertitel Stalingradsymfonie om het werk te laten doorgaan voor een in memoriam voor de slachtoffers van de slag.

## Boeken
- Leven en lot, een oorlogsroman van de Joods-Russische schrijver Vasili Grossman uit 1959.
- Four Steps to Death, een historische roman van de Schots-Canadese auteur John Wilson uit 2005.
- Stalingrad, historisch boek door Antony Beevor uit 1998

## Gedichten
- Canto a Stalingrado (1942) en Nuevo canto de amor a Stalingrado (1943) van de Chileense dichter Pablo Neruda.
- A rosa do povo (1945) van de Braziliaanse dichter Carlos Drummond de Andrade.
- Kind van Goebbels van Remco Campert

## Bordspellen
- Stalingrad (1963), Avalon Hill
- Turning Point: Stalingrad (1989), Avalon Hill
- Red Barricades (1989), Avalon Hill
- Valor of the Guards (2008), Multi-Man Publishing
- Stalingrad Pocket I en II (1994), Multi-Man Publishing
- Streets of Stalingrad (2002), L2 Design Group

## Computergames
- Close Combat III: The Russian Front (1999)
- Sudden Strike (2000)
- Battlefield 1942 (2002)
- Commandos 3: Destination Berlin (2003)
- Call of Duty (2003)
- Call of Duty: Finest Hour (2004)
- Red Orchestra: Combined Arms (2004)
- Call of Duty 2 (2005)
- Medal of Honor: European Assault (2005)
- Panzer Campaigns: Stalingrad '42 (2005)
- Stalingrad (2005)
- Commandos: Strike Force (2006)
- Red Orchestra: Ostfront 41-45 (2006)
- Close Combat: Cross of Iron (2007)
- Call of Duty: World at War (2008)
- Red Orchestra 2: Heroes of Stalingrad (2011)
- Company of Heroes 2 (2013)
- Call of Duty: Vanguard (2021)

## Munten

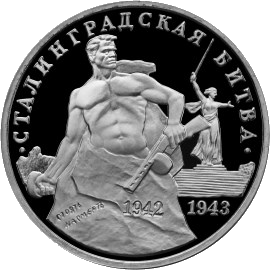
Russische munt uit 1993 met het opschrift Slag om Stalingrad
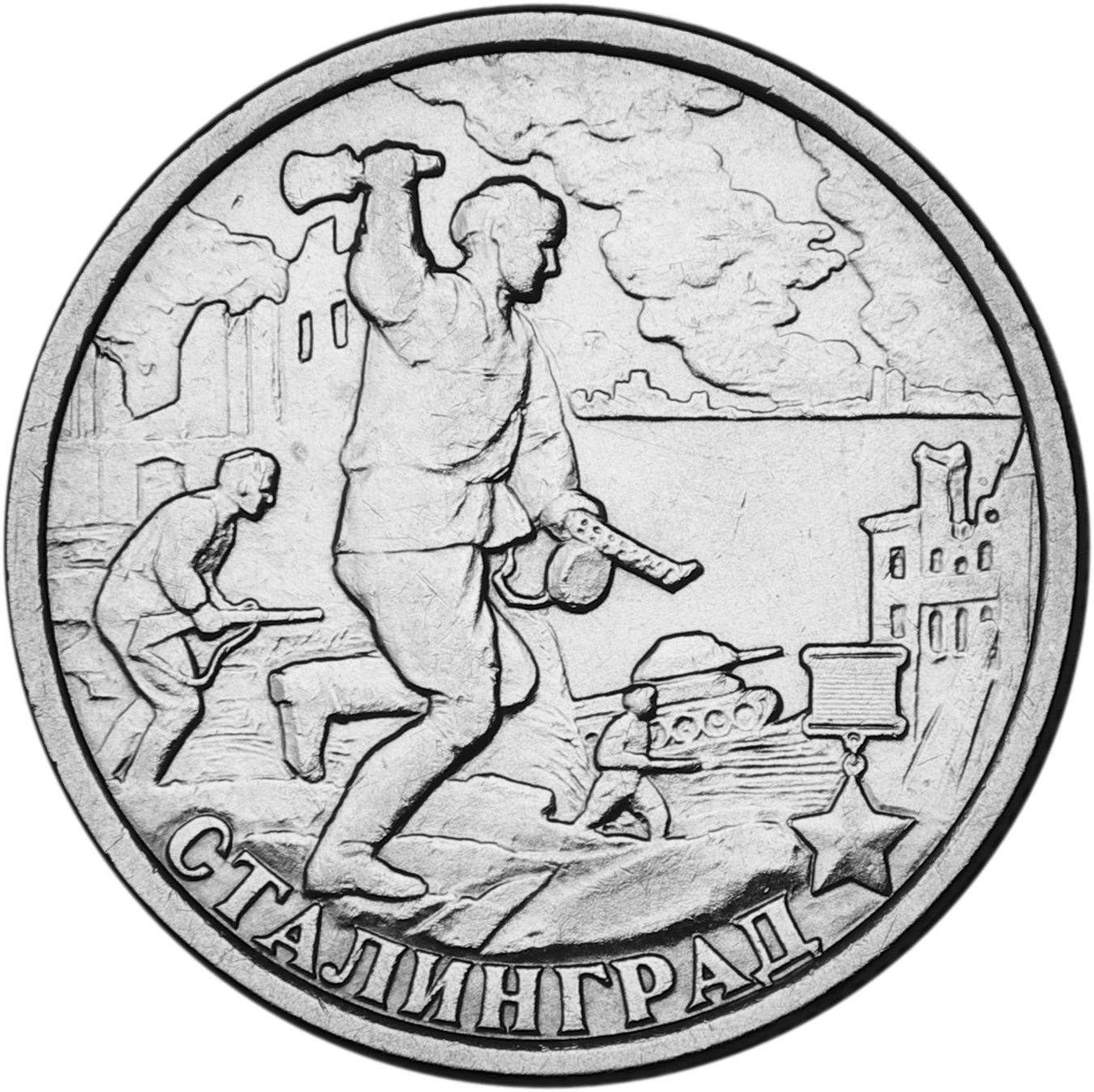
Russische munt van 2 roebel uit 2000 met het opschrift Stalingrad
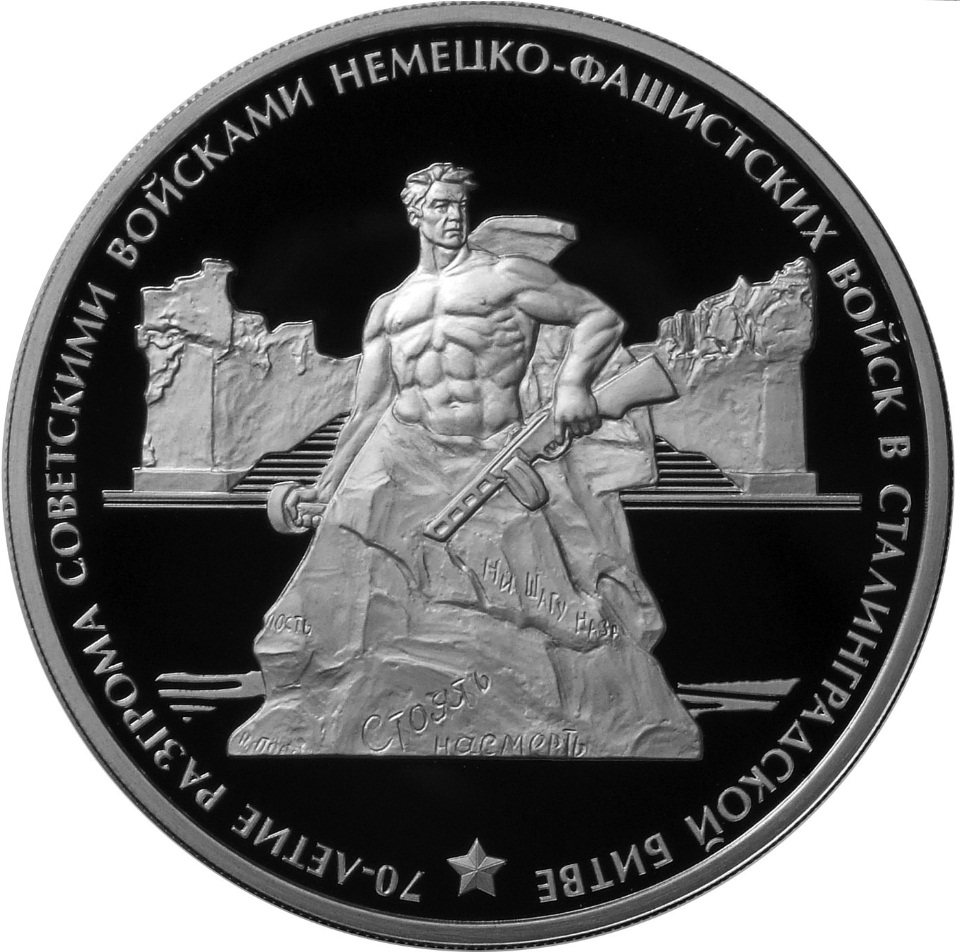
Russische munt uit 2013
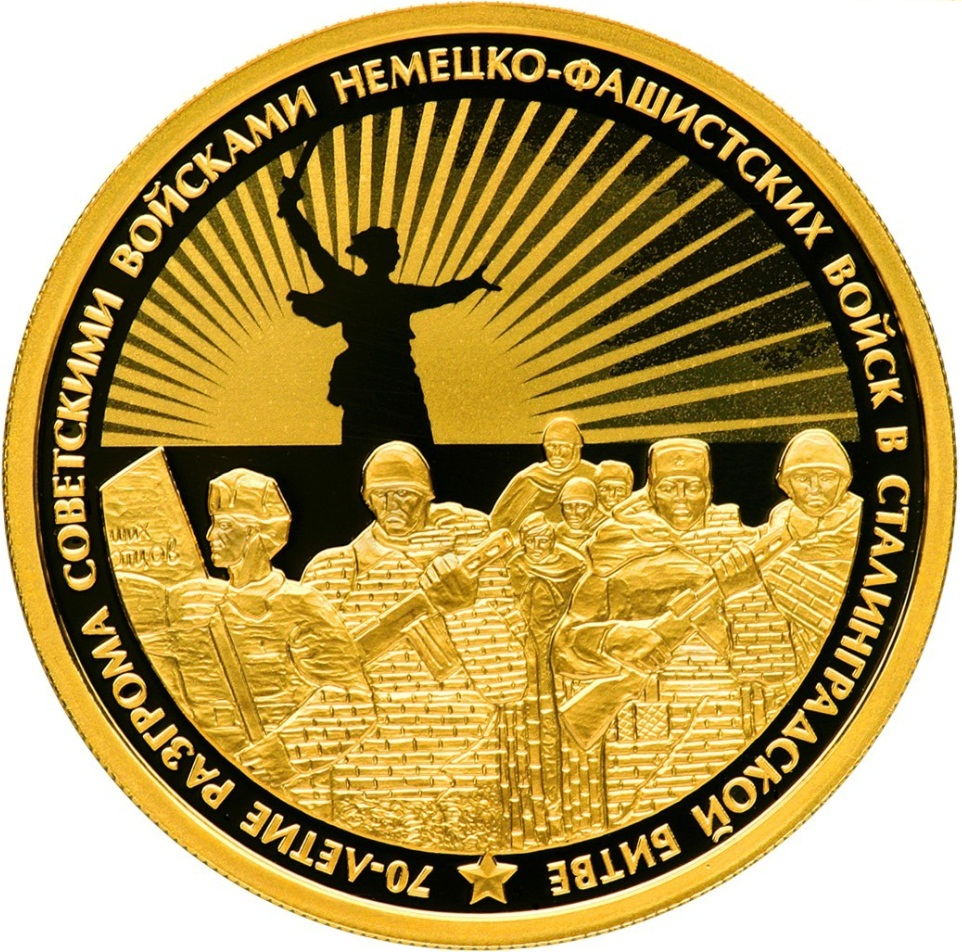
Russische munt van 100 roebel uit 2013
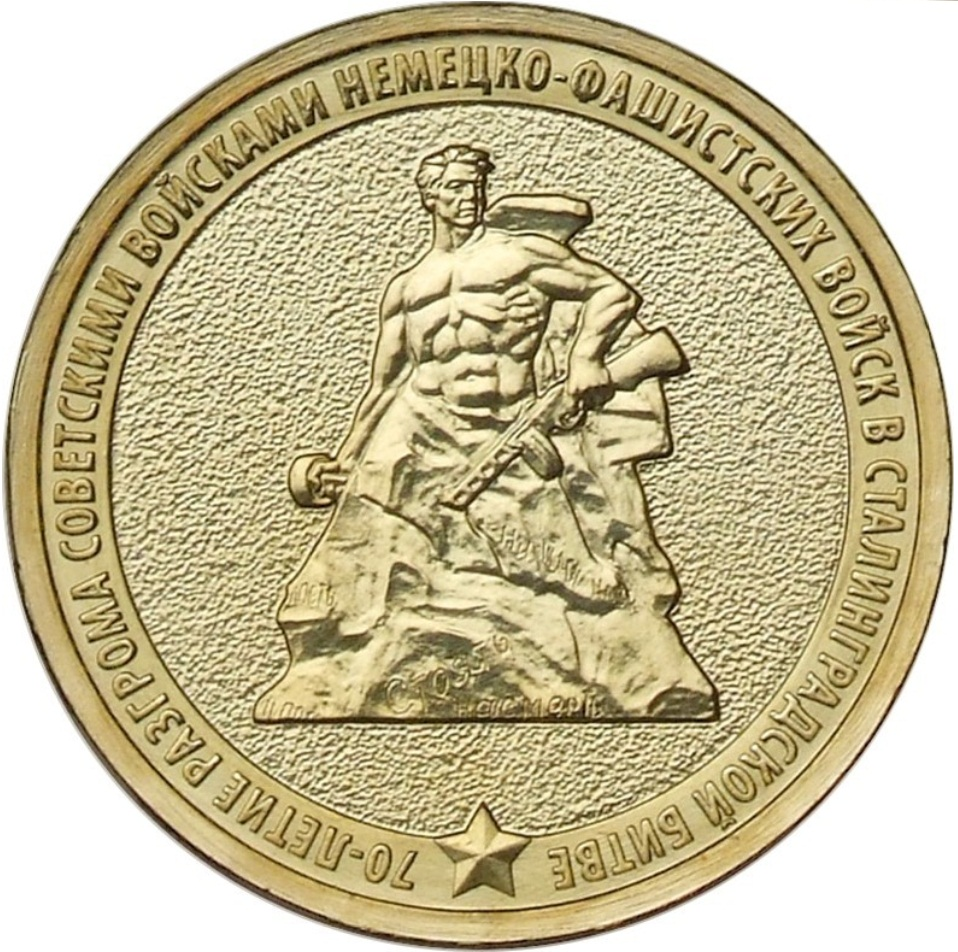
Russische munt van 10 roebel uit 2013

## Postzegels

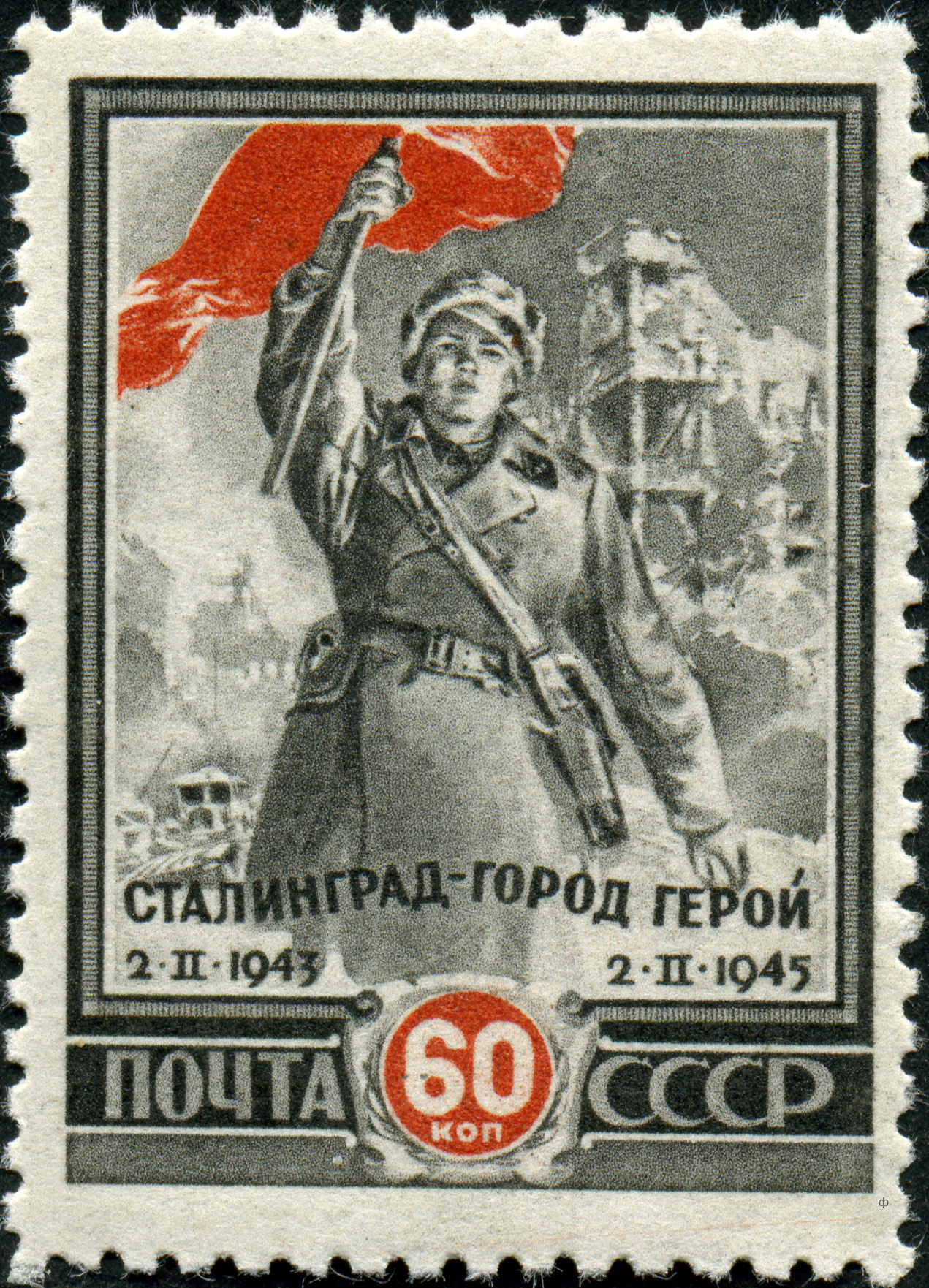
Sovjet-Russische postzegel van 60 kopeken uit 1945
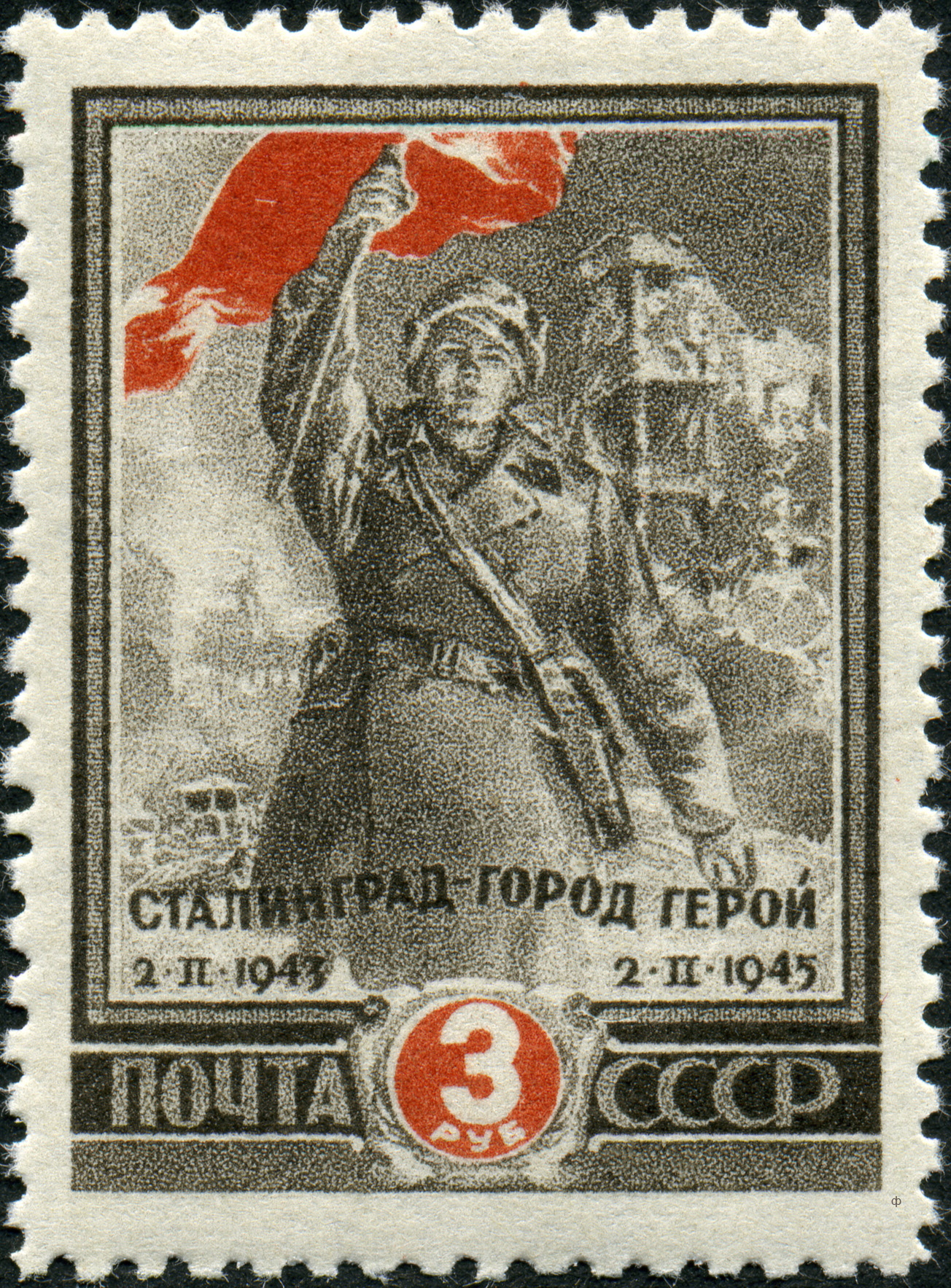
Sovjet-Russische postzegel van 3 roebel uit 1945
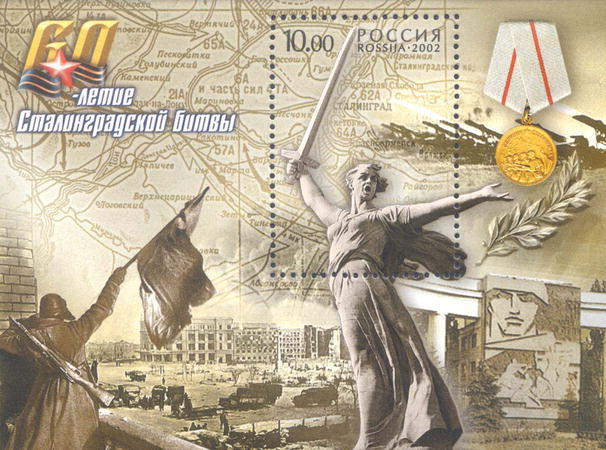
Russisch postzegelvel uit 2002